# Ловно-рибарско дружество „Сокол 1884“
Ловно-рибарското дружество „Сокол 1884“ е организация във Велико Търново, част от Съюза на ловците и риболовците в България. Основана през 1884 година, тя е първото ловно дружество в България.

## История
През 1884 г. на 14 май в Търново се създава първата ловна група, която скоро се превръща в ловно дружество. Нейната цел е била задружен лов, веселие и гуляи. В състава са влезли интелигентни хора от Велико Търново и чехи, които са ръководили Българската просвета.
Първите учредители са 26 души между които са Никола Златев – аптекар, Карл Шкорпил – учител, Ото Хорейши, Антон Новак, Клейш, д-р Стат Антонов, Атанас Колев, Димитър Друмев племенник на Митрополит Климент, Атанас и Стефан Стамболови, Петър Славчев и др. съграждани и обществени деятели. За председател е избран Никола Златев.
През 1887 г. заедно със Стефан Стамболов дружеството чества своята 3-та годишнина край водопада „Хотница“. Уставът на дружеството е утвърден на 10 февруари 1893 г. от княз Фердинанд.
Атанас Колев представлява Търновското дружество през 1898 г. на първия Ловен конгрес в София. Присъстват представители на 66 дружества от България.
На 14, 15 и 16 юни 1920 г. във Велико Търново се провежда Седмият редовен конгрес на Ловната организация, който влиза в историята като възродителен след бездействието в годините на войните. Председателят на Търновското ловно дружество Григор Димитров е избран за член на първия Висш ловен съвет.
На 27 и 28 септември 1924 г. Търновското ловно дружество, „патриарх“ на Българската ловнострелческа организация „Сокол“, празнува своя 40-годишен юбилей, като устройва и първия окръжен ловен събор. В събора участват над 1000 души от Търново и околните дружества. По този повод е написана и първата история на Търновското ловно дружество, където се посочва, че има най-широк народен характер по своя състав.
През 1929 г. Търновското ловно дружество построява първия ловен дом в околностите на града. Изградени са развъдниците за дивеч „Мрамора“, „Дяла“, „Сояка“, „Малкия бутур“, „Света гора“ и „Калето“. По инициатива на Търновското ловно дружество през 1932 г. се изгражда образцово Ловно стопанство „Буковец“.
Вторият ловен дом е построен през 1963 г. Настоящият ловен дом, построен за 4 години от ловците и риболовците, е открит на 1 юли 1988 г.
Търновското ловно-рибарско дружество е домакин на Ловния конгрес през 1939 г., както и на XII конгрес през 1992 г. По време на този конгрес националната организация приема новото си име Съюз на ловците и риболовците в България (СЛРБ).
През октомври – ноември 1984 г. Ловно-рибарското дружество във Велико Търново е домакин на 100-годишния юбилей на организираното ловно движение в България.
На 4 септември 1999 г. е организиран ловен събор, на който тържествено е отбелязана 115-годишнината от създаването на първото в страната ловно дружество. На този събор СЛРБ връчва на дружеството почетен знак „За заслуги към ловното и риболовното движение“, който се връчва за първи път в България.
През 2004 г. Великотърновското дружество е домакин на Десетия национален ловен събор под мотото „120 години – история, традиции, бъдеще“.